# Unfinished Music No. 1: Two Virgins
1968. november 29-én jelent meg John Lennon és Yoko Ono első kísérleti albuma Unfinished Music No. 1: Two Virgins címmel. Az album egy egész éjszakán át történő „lemezfelvétel” eredménye, mely 1968. május 19-én történt, Lennon házában; felesége, Cynthia Powell és fia, Julian épp' elutaztak. Ez az album azonban nem tartalma, hanem a borítója miatt lett széles körben ismert: a pár ugyanis meztelenül látható rajta (a hátsó borítón háttal).
A Two Virgins a második album volt, amit az Apple Records jelentetett meg (az első George Harrison Wonderwall című filmzenéje volt). Nagy-Britanniában a Track Records, az USA-ban a Tetragrammaton Records jelentette meg, mert az EMI és a Capitol Records nem akart ezzel foglalkozni.
A kép sokakat provokált, ezért barna csomagolópapírban került a boltokba. New Jerseyben 30 ezer darabot foglaltak le belőle obszcenitás vádjával. Lennon kényszeredetten azt mondta, hogy azt találhatták érdekesnek, hogy a pár nem rendelkezik felettébb vonzó külsővel (később így írta le magukat a képen: „két kissé túlsúlyos exnarkós”). Az album címét az ihlette, hogy a felvételek befejezése után Lennon első alkalommal szeretkezett Onóval.
Talán ez volt az első alkalom, hogy egy híres férfi minden különösebb ok nélkül meztelenül mutatkozott a nyilvánosság előtt.
Az album Nagy-Britanniában nem került fel a listára (ide csak 5000 darabot szántak), az USA-ban a 124. lett.
1997-ben a Rykodisc a CD-változatot a "Remember Love" című dallal, a "Give Peace a Chance" B-oldalával adta ki.

## Idézet
Miután visszajöttünk Indiából, telefonon beszéltem vele. Áthívtam magamhoz – ez az éjszaka közepén volt, és Cyn épp elutazott – és azt gondoltam, ez a legmegfelelőbb pillanat, hogy jobban megismerjem. Eljött hozzám, de nem igazán tudtam, mit csináljak. Felmentünk a stúdiómba és megmutattam neki minden szalagot, amit csináltam, az összes kísérleti dolgot; néhány vicces, néhány elektronikus zene. Úgy tűnt, érdekli a dolog és azt mondta, csináljunk egyet közösen, így hát megcsináltuk a Two Virginst. Éjfélkor kezdtük el és hajnal lett, mire befejeztük, utána pedig szeretkeztünk. Gyönyörű volt.
- Paul McCartney bevezetője: „Ha két Szent találkozik, az ember tiszteletet tanul. A nagy csaták bizonyítják, hogy Szent volt.”

## Az album dalai
Minden rész szerzője John Lennon és Yoko Ono.
1. "Two Virgins Section 1"
2. "Together"
3. "Two Virgins Section 2"
4. "Two Virgins Section 3"
5. "Two Virgins Section 4"
6. "Two Virgins Section 5"
7. "Two Virgins Section 6"
8. "Hushabye Hushabye"
9. "Two Virgins Section 7"
10. "Two Virgins Section 8"
11. "Two Virgins Section 9"
12. "Two Virgins Section 10"
13. "Remember Love"